# المجاعة في اليمن (2016–الآن)
حدثت المجاعة في اليمن في ربيع عام 2017 وهددت أكثر من 7 ملايين شخص. يُعاني أكثر من 3.3 مليون طفل والحوامل أو المرضعات من سوء التغذية الحاد. أكثر من 100,000 طفل متضرر في محافظة الحديدة مع مدينة الحديدة أكثر المناطق تضررا في المحافظة. وفقا للمجلس النرويجي للاجئين فإن المجاعة في اليمن ستصل قريبا إلى «أبعاد الكتاب المقدس».
في عام 2018، قدرت منظمة إنقاذ الطفولة أن 85000 طفل ماتوا بسبب الجوع في السنوات الثلاث السابقة. وفي مايو 2020، قالت اليونيسف أن اليمن تشهد «أكبر أزمة إنسانية في العالم»، وقدرت أن 80٪ من السكان، إي أكثر من 7 مليون شخص، بحاجة إلى مساعدات إنسانية.
وفي كثير من الأحيان لا تصل المساعدات بشكل فعال إلى السكان بسبب الحرب الأهلية اليمنية المستمرة وبسبب تعنت جماعة ميليشا الحوثي التي تآمرت على الشرعية اليمنية واستولت على الحكم بما يوافق مضمون ما تم الاتفاق عليه بين الأطراف اليمنية في العام 2014 فيما عرف بالمبادرة الخليجية، مما تسبب بالجوع في المناطق الخاضعة تحت سيطرة ميليشيا الحوثي بينما المناطق المحررة من قبضته كانت أفضل حالا ولم تحدث بها مجاعات كما حدثت في مناطق ميليشيا الحوثيين
يزداد الجوع تعقيدا بسبب تفشي الكوليرا الذي يسبب 5000 حالة إصابة جديدة يوميا. وقد أدى إلى وفاة أكثر من 3000 بين عام 2015 ومنتصف عام 2017.
في 25 مارس 2022، نشرت منظمة الأمم المتحدة تقريرًا عن ارتفاع نسبة المجاعة والاثار الناجمة عنها بسبب استمرار الحروب، حيث كشف التقرير عن إحصائية تفيد بأن 19 مليون شخص سيجوعون في الأشهر المقبلة وهو ارتفاع بحوالي 20 في المائة منذ السنة الماضية. وأكثر من 160,000 من هؤلاء الأشخاص سيواجهون ظروفا شبيهة بالمجاعة.

## الخلفية
تُعدّ المجاعة التي ضربت دولة اليمن نتيجة مباشرة للتدخل العسكري بقيادة السعودية في اليمن وفرضها للحصار البحري عليه. لكن وبالرغم من ذلك فاليمن بالفعل هوَ الدّولة الأكثر فقرا في شبه الجزيرة العربية وفي الشرق الأوسط كما تُعتبرُ مدينة الحديدة واحدة من أفقر المدن اليمنية لكن الحرب والحصار البحري من قِبل التحالف الذي تقوده السعودية وبحرية الولايات المتحدة الامريكية جعلت الوضع أسوأ من ذلك بكثير. لقد تسببت الحرب الدائرة هناكَ وبخاصّة الضربات الجوية السعودية في تدميرِ قوارب الصيد التي تُعد المصدر الرئيسي لكسب الرزق في مدينة الحديدة، مما تسبّب في تركهم دون أي وسيلة لإعالة أسرهم. ونتيجة لذلك؛ يموتُ طفلٌ واحد كل عشر دقائق. وجدَ فريقُ خبراء الأمم المتحدة أن المملكة العربية السعودية قد أعاقت إيصال المساعدات الإنسانية إلى اليمن. في السياق ذاته؛ يُشير مقال نشرتهُ صحيفة نيويورك تايمز إلى أنّ القوات السعودية قد تعمّدت استهداف وسائل إنتاج الأغذية وتوزيعها في اليمن وذلك من خلال قصف المزارع، قوارب الصيد، الموانئ، هذا فضلا عن مخازن الطعام وغيرها من الشركات ممّا نجمَ عنهُ تفاقم للمجاعة. تسببت كل هذه الإجراءات في اتهامِ الأمم المتحدة لقوات التحالف التي تقوده السعودية بارتكاب جرائم حرب و«التجاهل التام لحياة الإنسان».
بعدما استعادت قوات هادي المدعومة من قِبل السعودية مدينة المخا من يدِ الحوثيين منعت الصيادين من العمل. مما دفع بالاتحاد اليمني للصيادين إلى اتهام التحالف بشن حربٍ ضد الصيادين. في المنحى نفسه؛ اتهمَ السيناتور الأمريكي كريس مورفي الولايات المتحدة بالتواطؤ في الأزمة الإنسانية في اليمن قائلا: «الآلاف داخل اليمن يموتون اليوم ... نتحمل كل ما يحصل بسببِ قرارنا المتمثل بالأساس في تسهيل حملة القصف التي تسببت في قتل الأطفال وتأييد الاستراتيجية السعودية داخل اليمن والتي تقوم على استخدام المرض والجوع وسحب الدعم الإنساني كتكتيك للانتصار.»

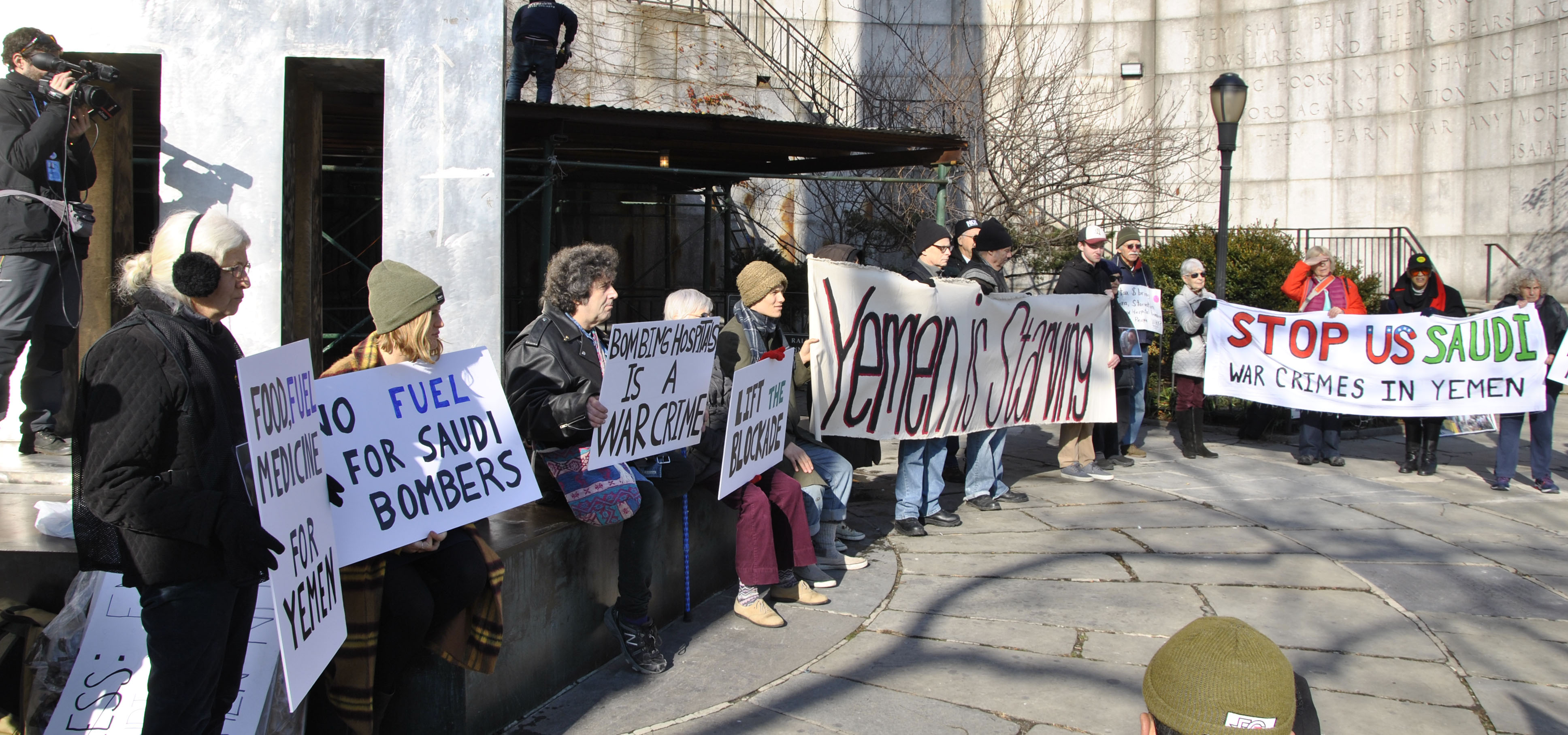
احتجاجات على تورط الولايات المتحدة في التدخل العسكري في اليمن في مدينة نيويورك عام 2017

في 11 كانون الأول/ديسمبر من عام 2017؛ أكّدَ جيمي ماك غولدريك منسّق الأمم المتحدة للشؤون الإنسانية في اليمن أن 8 ملايين في هذا البلد الفقير مُعرضين لخطر المجاعة في حالة ما لم يتم تقديم المساعدات بشكل فوري وعاجل. في 13 كانون الأول/ديسمبر عام 2017 ذكرَ مارك أندرو غرين من الوكالة الأمريكية للتنمية الدولية أنه لا توجد دلائل على أن الحصار قد تسبب في كل هذا لكنّه أكد في الوقت ذاته على أن تخفيف الحظر على الموانئ اليمنية سيساهم ولو بشكل قليل في تخفيف شدّة وضعية اليمنيين. وفقًا لذي إيكونوميست فإنّ هناك أسباب رئيسية أخرى للمجاعة مثلَ إقبال اليمنيين على زراعة واستهلاك القات الأمر الذي يتطلب كمية كبيرة من المياه لزراعتها بالإضافة إلى كونها المخدرات الأكثر شعبية في اليمن. جدير بالذكر هنا أن نسبة الجوع الشديد قد زادت أو ارتفعت بمقدار 25% بحلول تموز/يوليو 2018 بالمقارنة مع نفس الإحصائيات عام 2017.

## 2018
في يوليو 2018، تم الإبلاغ عن زيادة بنسبة 25٪ في حالات الجوع الشديد في اليمن مقارنة بعام 2017.
في مقال نشرته صحيفة نيويورك تايمز في سبتمبر 2018، قال نيكولاس كريستوف أن الولايات المتحدة تدعم الجرائم ضد الإنسانية في اليمن، مضيفًا أن «أمريكا تساعد في قتل وتشويه وتجويع الأطفال اليمنيين. ثمانية ملايين يمني على الأقل معرضون لخطر مجاعة من مجاعة تقترب ليس بسبب فشل المحاصيل ولكن بسبب أفعالنا وأفعال حلفائنا. وقد وصفتها الأمم المتحدة بأنها أسوأ أزمة إنسانية في العالم، ونحن نملكها».
في أكتوبر 2018، أصدرت مؤسسة السلام العالمي تقريرًا يوثق الاستهداف المنهجي وتدمير البنية التحتية لإنتاج وتوزيع الأغذية في اليمن من قبل التحالف بقيادة السعودية.
في 31 أكتوبر 2018، دعت الولايات المتحدة والمملكة المتحدة، إلى وقف إطلاق النار في الصراع في اليمن. وذكر بيان صحفي صادر عن وزير خارجية الولايات المتحدة، مايك بومبيو، أن «وقف الأعمال العدائية واستئناف المسار السياسي بقوة سيساعد في تخفيف الأزمة الإنسانية كذلك. لقد حان الوقت لإنهاء هذا الصراع، واستبدال النزاع بالحل الوسط، والسماح للشعب اليمني بالشفاء من خلال السلام وإعادة الإعمار».  في 10 نوفمبر 2018، أعلنت الولايات المتحدة أنها لن تعد تزود طائرات التحالف العاملة فوق اليمن بالوقود.
في نوفمبر 2018، وفقًا لتقرير نيويورك تايمز، يعاني 1.8 مليون طفل في اليمن من سوء التغذية الحاد.

## 2019
في 3 أغسطس 2019، قال تقرير للأمم المتحدة إن الولايات المتحدة والمملكة المتحدة وفرنسا قد تكون متواطئة في ارتكاب جرائم حرب في اليمن من خلال بيع الأسلحة وتقديم الدعم للتحالف الذي تقوده السعودية والذي يستخدم تجويع المدنيين كأسلوب من أساليب الحرب.

## 2020
حتى مارس 2020، تقدر اليونيسف أن 12.3 مليون طفل (تقديريا) بحاجة إلى مساعدة إنسانية، وأن مليوني طفل على الأقل عدد الأطفال خارج المدرسة قبل إغلاقها بسبب جائحة كوفيد-19، وأن مليوني طفل دون سن الخامسة يعانون من سوء التغذية الحاد ويحتاجون إلى العلاج.
وفقًا لتقرير منظمة الأغذية والزراعة (الفاو) واليونيسف وبرنامج الأغذية العالمي والشركاء، أن 40% من سكان البلاد سيعانون من انعدام الأمن الغذائي الحاد بسبب الحرب والفيضانات وفيروس كورونا وأسراب الجراد، مع نهاية عام 2020. ومن المتوقع أن يرتفع عدد الأشخاص الذين يواجهون «مستويات عالية من انعدام الأمن الغذائي الحاد» من 2 مليون إلى 3.2 مليون في غضون ستة أشهر، حتى في حالة استمرار المعونة الغذائية.

## 2021
توقع برنامج الأغذية العالمي في مارس 2021 أنه إذا استمر الحصار والحرب بقيادة السعودية، قد يموت أكثر من 400 ألف طفل يمني تحت سن الخامسة بسبب سوء التغذية الحاد قبل نهاية العام حيث يدمر الحصار الشعب.